# Помрачење Месеца
Помрачење Месеца се догађа приликом уласка месеца у Земљину сенку што се може десити само када је месец пун, у опозицији, односно онда када се Месец, Земља и Сунце налазе у једној равни, тако да је Земља између Сунца и Месеца. Неопходан услов да би се макар и делимично помрачење Месеца одиграло је да се Месец налази на максимално 11.5° од чворова своје путање са еклиптиком, будући да Месечева путања око Земље јесте под одређеним нагибом у односу на Земљину путању око Сунца. Захваљујући помрачењу Месеца, још у 3. веку п. н. е. је Аристарх, видевши облик Земљине сенке на Месецу, закључио да је Земља округла. Помрачење Месеца траје много дуже од помрачења Сунца, јер је Земљина сенка вишеструко већа од Месечеве. Најдуже досадашње помрачење Месеца трајало је 6 часова и 30 минута. Последње помрачење месеца одиграло се током ноћи између 03. 03. и 04. 03. 2007. године и сматра се да је било једно од најбољих у последње време. Наредно је уследило 28. 08. 2007. године. У току једне године се може догодити 0 до 3 помрачења Месеца.
Број помрачења Месеца и Сунца у години не може бити већи од 7, а мањи од 2. Најчешће се збивају по два помрачења Сунца и Месеца, а највише се могу догодити три Месечева и четири Сунчева, или две Месечева и пет Сунчевих. Будући да се помрачење Месеца види с целе тамне Земљине полулопте, а помрачење Сунца само с ускога појаса, чини се да се помрачења Месеца збивају чешће од помрачења Сунца, иако је обрнуто. Помрачења се збивају готово у истом редоследу након 18 календарских година и 11 и 1/3 дана, или 10 и 1/3 дана ако раздобље обухвата 5 преступних година, односно 12 и 1/3 дана ако обухвата само 3 преступне године, што се може догодити на прелазу века (Саросов период).
Потпуним помрачењем Месеца назива се појава када цели Месец уђе у Земљину сенку. Појава када само део Месечевог диска уђе у Земљину сену назива се делимично помрачење. Ако Месец пролази само кроз Земљину полусенку, говори се о помрачењу у полусенци. За време потпуног помрачења Месец никад не пада у потпуни мрак, него поприма једну црвено-смеђу нијансу. Ова је појава последица лома светлости (рефракције) у Земљиној атмосфери која највише распршује плаву светлост (због чега је небо дању плаво), а најмање црвену. Црвена светлост која се не распрши потпуно у Земљиној атмосфери наставља (након лома) свој пут према Месецу и чини га црвеним. Понекад се, кад је Месец у време помрачења близу хоризонта, може догодити да се истовремено над хоризонтом виде и Сунце и Месец, што се чини немогућим с обзиром да би се Земља требала налазити тачно између ова два тела. И ова је појава последица лома светлости у Земљиној атмосфери. Сва три тела заиста се налазе на истом правцу, али услед лома светлости, привидни положаји Сунца и Месеца су промењени у односу на њихове стварне положаје. Да којим случајем Земља нема атмосфере, оба би тела у том тренутку била испод сенке.

## Помрачење Сунца и Месеца
Узајамни положаји Сунца, Месеца и Земље доводе до помрачења Сунца и Месеца]]. Потпуна помрачења се користе у космичкој геодезији за везивање континенталних тригонометријских мрежа, које помажу у стварању јединственог светског научног система. У исту сврху се користе и појаве окултација звезда (кад Месец током свог кретања сакрије неке звезде). Привлачна сила Месеца, а у мањој мери и Сунца (лунисоларни утицај), узрокује на Земљи плиму и осеку мора и језера, као и „дисање” Земљине коре што је 3 пута слабије од плиме и осеке. Утицај месеца на људе и друга бића је још увек неразјашњен, али је сигурно да се инсекти оријентишу помоћу Месеца.
Помрачење Месеца, а поготово помрачење Сунца, налазе се међу најдраматичнијим природним појавама. Помрачење Сунца доводи до јаког пада дневне расвете, а вид им је различит из разних тачака на Земљи. Тотално или потпуно помрачење настаје само за проматрача који се налази унутар Месечеве сене. Тада је Сунчев круг потпуно застрт Месецом. Помрачење је прстенасто када Месечева сенка не достиже до површине Земље (када се проматрач налази у смеру Месечеве сене), али је видни угао мањи од видног угла Сунца. Проматрач у полусенци види Сунце само делимично прекривено Месецом - то је делимично помрачење. За време помрачења, сенка се креће Земљином површином од запада према истоку. Најпре се замрачује западни руб Сунца. Тотално помрачење траје највише 7 минута, а промер сене на Земљи не премашује 270 км. Помрачење Месеца настаје када Месец уђе у Земљину сенку. Она се виде само ноћу. Помрачења Месеца могу бити потпуне и делимична, а притом свим проматрачима изгледају једнако. У сенку најпре улази источни руб Месеца. Потпуно помрачење може трајати до 2 сата, јер је Месец неколико пута мањи од пресека Земљине сенке (око 2,7 пута мањи, зависно од удаљености).
Помрачење Сунца настаје у време новог месеца, а помрачење Месеца у време пуног. Помрачења се не јављају сваких месец дана. Да би се помрачење догодило, морају бити испуњени још неки услови: Месец се мора налазити на стази у близини узлазног или силазног чвора. Да би дошло до помрачења, мора да се прожму привидни кругови Сунца и Месеца. Како и Сунце и Месец имају угаони пречник од приближно 0,5°, то проматрача са Земље мора видети размак центара Сунца и Месеца под углом који је мањи од 0,5°. Да би дошло до помрачења Сунца, Месец мора бити у мени новог месеца, а Сунце не сме бити даље од 16,5° с било које стране чвора. Када се јави новим месец, а Сунце се налази унутар подручја од 33° симетрично расположене око чвора, до помрачења Сунца мора доћи. Сунце се дневно креће небом за нешто мање од 1° на исток, те 33° превали у 34 дана. Зато се, у зависности од тога како су временски распоређене Месечеве мене, у 34 дана јаве један или два нова месеца, а тиме и једно до два помрачења Сунца. Подручје помрачина налази се и око узлазног и око силазног чвора, а будући да у сваком чвору мора доћи бар једном до помрачења, то се у години дана јаве најмање два помрачења Сунца. Каткада се годишње јаве четири, а највише пет помрачења. До петог помрачења може доћи зато што линија чворова није непомична у простору. Кад би линија чворова била непомична, у Сунце би била уперена два пута годишње, и то у размаку од тачно пола године; у том би се случају могле појавити највише 4 помрачења Сунца годишње. Како се линија чворова закреће 19,3° на годину, и то у смеру насупрот годишњем кретању Сунца, Сунце ће кроз исти чвор проћи пре истека целе године, након 346,62 дана. То је еклипсна или драконистичка година. Тропска година је од ње дужа за око 19 дана. Пет помрачења Сунца ће се догодити само ако прво помрачење стигне непосредно почетком јануара, друго одмах током следећег новог месеца, треће и четврто помрачење пре средине године, у јуну, и пето 12 синодичких месеци (354 дана) после првог. Следеће помрачење може се догодити док је Сунце у близини истог чвора, али - идућа година већ је започела (354 д + 29,5 д > 365 д).
Помрачење Месеца настаје онда када Месец уђе у Земљину сенку. На средњој даљини Месеца угаони пречник сенке износи 42’. Привидни полупречник Месеца је 15’. Да би дошло до помрачења, морају се центри Месеца и Земљине сенке наћи на удаљености мањој од 57’. У том случају нема паралаксе, пролаз кроз сенку неће зависити од стајалишта посматрача на Земљи - Месец мора ући у сенку. Помрачење ће сигурно настати када је Месец пун, а Земљина се сена налази у подручју од 11° пре и после чвора. Брзина којом се Земљина сена помиче једнака је брзини којом се Сунце привидно креће небом. Значи да ће Земљина сенка боравити у помрачинском подручју 21 - 22 дана. Јасно је да се у временском раздобљу од 22 дана не мора појавити пун месец. Пун месец се понавља сваких 29.5 дана. Ако се пун месец и појави, долази само до једног помрачења, јер за друго нема више времена. Подручје око чвора Месечеве стазе у којој се јављају помрачења Месеца мања је од подручја у којем се јављају помрачења Сунца.
Неке године могу проћи без иједног помрачења Месеца, а неких година може их бити чак три. Тада се прво помрачење јавља одмах почетком године у близини једног чвора, друго помрачење 6 синодичких месеци касније (177 дана) у близини другог чвора, а трећа 12 синодичких месеци након првог помрачења, опет у подручју првог чвора, који се због закретања линије чворова кретао у сусрет Земљиној сенци. Укупан број Сунчевих и Месечевих помрачења годишње не може бити мањи од 2, а већи од 7. Најмање има 2 помрачења, и то оба Сунчева. Најчешће се јављају 2 Сунчева и 2 Месечева. Код највећег броја помрачења 3 су Месечева, а 4 Сунчева, или 2 Месечева и 5 Сунчевих. Не могу се јавити 8 помрачења. Ако, наиме, година започне помрачењем Месеца, прво Сунчево помрачење не може настати још 14,5 дана након тога (да би Месец из пуног месеца постао нов), а тада је већ касно да се у истој години стигне до петог Сунчевог помрачења.
Помрачења се понављају у истом редоследу прилично тачно након 18 календарских година и 11,3 дана (или 10,3 дана ако раздобље обухвата 5 преступних година). Настајање помрачења зависи од 3 раздобља: о раздобљу у којему се измењују Месечеве мене (синодичком месецу S), о раздобљу у којем Месец пролази кроз чвор (нодички или драконистички месец N) и о раздобљу у којем Сунце пролази кроз дани чвор Месечеве стазе (еклипсна или драконистичка година D). Случајно се цели умношци синодичких месеци, нодичких месеци и еклипсних година готово тачно подударају:

6585,32 д ≑ 6585,36 д ≑ 6585,78 д
18 тропских година и 11,3 дана једнако је 6585,6 д.

## Потпуно, делимично и помрачење Месеца у полусенци
Потпуно помрачење Месеца је појава када цели Месец уђе у Земљину сенку тј. када само део месечевог диска уђе у Земљину сенку назива се делимично помрачење. Ако Месец пролази само кроз Земљину полусенку, ради се о помрачење у полусенци.
За време свог потпуног помрачења Месец никад не пада у потпуни мрак, већ рефлектује једну црвено-смеђу боју. Ова је појава последица расејања светлости у Земљиној атмосфери која највише распршује плаву светлост (због чега је небо дању плаво), а најмање црвену. Црвена светлост која се не распрши потпуно у атмосфери наставља (након хоризонта) свој пут према Месецу и чини га црвеним.
Понекад, кад је Месец у време помрачења близу хоризонта, може се догодити да се истовремено над хоризонтом виде и Сунце и Месец. И ова је појава последица расејања светлости у Земљиној атмосфери. Сва три тела заиста се налазе у истој равни, али услед расејања светлости (рефракције), привидни положаји Сунца и Месеца су промењени у односу на њихове стварне положаје. Да којим случајем Земља нема атмосферу, оба тела би у том тренутку била испод хоризонта.

## Појава
[[Датотека:Eclipse vs new or full moons, annotated.svg|thumb|Како се Земља окреће око Сунца, приближни аксијални паралелизам Месечеве орбиталне равни ([[Orbital inclination[|нагнут]] пет степени у односу на орбиталну раван Земље) резултира револуцијом Месечевих чворова у односу на Земљу. Ово узрокује сезону помрачења отприлике сваких шест месеци, у којој се помрачење Сунца може догодити у фази младог Месеца, а помрачење Месеца у фази пуног Месеца.]]
Најмање два помрачења Месеца и чак до пет се дешавају сваке године, иако су потпуна помрачења Месеца знатно ређа од делимичних. Ако су датум и време помрачења познати, појаве предстојећих помрачења су предвидљиве коришћењем циклуса помрачења, као што је сарос. Помрачења се дешавају само током сезоне помрачења, када Сунце пролази близу било ког чвора Месечеве орбите.

## Помрачења Месеца у прошлости
Помрачење Месеца је као спектакуларна астрономска појава често у прошлости тумачено као лош знак који најављује пропаст неког подухвата. Пример за то је помрачење које се десило 22. маја током опсаде Цариграда 1453. године, која се окончала падом града и сломом Византије.